# لی سول بی
این یک نام کره‌ای است؛ نام خانوادگی لی است.
لی سول بی (کره‌ای: 이슬비؛ زادهٔ ۲۴ آوریل ۱۹۹۱)، که قبلاً با نام هنری گا وون (انگلیسی: Ga Won) شناخته می‌شد، بازیگر اهل کره جنوبی است.

## فیلم‌شناسی

### فیلم
| سال  | عنوان                                   | نقش                         |
| ---- | --------------------------------------- | --------------------------- |
| ۲۰۰۹ | لیفتینگ کینگ کنگ                        | لی سو-اوک                   |
| ۲۰۱۱ | پیش‌بینی خودکشی                          | دختر هوانگ وو-چول           |
| ۲۰۱۱ | در عشق و جنگ                            | سون-هی                      |
| ۲۰۱۴ | ویرجین تئوری: هفت گام برای رسیدن به اوج | دانشجوی باله (حضور افتخاری) |

### مجموعه تلویزیونی
| سال  | عنوان                | نقش                            | شبکه    |
| ---- | -------------------- | ------------------------------ | ------- |
| ۲۰۱۰ | پزشکان زنان و زایمان | ایم سونگ-مین                   | اس‌بی‌اس  |
| ۲۰۱۰ | عاشقان توفانی        | نا-را                          | ام‌بی‌سی  |
| ۲۰۱۱ | عشق شاهزاده خانم     | سو-ئنگ                         | کی‌بی‌اس۲ |
| ۲۰۱۲ | ماسک عروس            | شیم سون-یی (قسمت ۲۰–۲۱)        | کی‌بی‌اس۲ |
| ۲۰۱۲ | ماسک شیشه‌ای          | سو جونگ-ها (واقعی) / کیم ها-را | تی‌وی‌ان  |
| ۲۰۱۲ | رؤیای فرمانروای بزرگ | بانو جی-سو                     | کی‌بی‌اس۱ |
| ۲۰۱۳ | تو بهترینی           | پارک چان-می                    | کی‌بی‌اس۲ |
| ۲۰۱۴ | عشق جادوگر           | اوه رین-جین                    | تی‌وی‌ان  |
| ۲۰۱۵ | سه جادوگر            | سو هیانگ                       | اس‌بی‌اس  |
| ۲۰۱۶ | یک پایان شاد دیگر    | سونگ‌سو-اون                     | ام‌بی‌سی  |
| ۲۰۱۶ | پدر، من مراقبتم      | بانگ می-جو                     | ام‌بی‌سی  |
| ۲۰۱۶ | گابلین               | زن مغرور در کافه (قسمت ۳)      | تی‌وی‌ان  |